# Mélecey
Ne pas confondre avec Mellecey, commune de Saône-et-Loire.
Mélecey est une commune française située dans le département de la Haute-Saône, la région culturelle et historique de Franche-Comté et la région administrative Bourgogne-Franche-Comté.
Le village est marqué par un passé minier de plusieurs décennies avec l'exploitation de la houille et l'halite du bassin keupérien. Le patrimoine architectural de la commune comprend l'ancienne saline et l'ancien cimetière.
Peuplée de 135 habitants en 2022, la commune est légèrement vallonnée. Son altitude varie de 283 mètres à 375 mètres au Grand-Essart.

## Géographie

### Géologie et relief
Le village se situe dans une cuvette entourée de collines, au pied de la Motte de Grammont (540 m) et du Grand Essart, point culminant de la commune (375 m). Le territoire communal repose sur le bassin houiller keupérien de Haute-Saône.

### Hydrographie
Le village est traversé par un petit ruisseau provenant de l'étang de Fallon et qui va se jeter dans le Scey à Beveuge.

### Climat
Pour des articles plus généraux, voir Climat de la Bourgogne-Franche-Comté et Climat de la Haute-Saône.
En 2010, le climat de la commune est de type climat de montagne, selon une étude du Centre national de la recherche scientifique s'appuyant sur une série de données couvrant la période 1971-2000. En 2020, Météo-France publie une typologie des climats de la France métropolitaine dans laquelle la commune est exposée à un climat semi-continental et est dans la région climatique  Lorraine, plateau de Langres, Morvan, caractérisée par un hiver rude (1,5 °C), des vents modérés et des brouillards fréquents en automne et hiver. 
Pour la période 1971-2000, la température annuelle moyenne est de 9,9 °C, avec une amplitude thermique annuelle de 17,2 °C. Le cumul annuel moyen de précipitations est de 1 227 mm, avec 13,8 jours de précipitations en janvier et 10,5 jours en juillet. Pour la période 1991-2020, la température moyenne annuelle observée sur la station météorologique de Météo-France la plus proche, « Villersexel Sa », sur la commune de Villersexel à 6 km à vol d'oiseau, est de 10,8 °C et le cumul annuel moyen de précipitations est de 1 037,9 mm. 
La température maximale relevée sur cette station est de 38,4 °C, atteinte le 8 août 2003 ; la température minimale est de −19,4 °C, atteinte le 20 décembre 2009,,. 
Les paramètres climatiques de la commune ont été estimés pour le milieu du siècle (2041-2070) selon différents scénarios d'émission de gaz à effet de serre à partir des nouvelles projections climatiques de référence DRIAS-2020. Ils sont consultables sur un site dédié publié par Météo-France en novembre 2022.

## Urbanisme

### Typologie
Au 1er janvier 2024, Mélecey est catégorisée commune rurale à habitat dispersé, selon la nouvelle grille communale de densité à sept niveaux définie par l'Insee en 2022.
Elle est située hors unité urbaine. Par ailleurs la commune fait partie de l'aire d'attraction de Montbéliard, dont elle est une commune de la couronne,. Cette aire, qui regroupe 137 communes, est catégorisée dans les aires de 50 000 à moins de 200 000 habitants,.

### Occupation des sols
L'occupation des sols de la commune, telle qu'elle ressort de la base de données européenne d’occupation biophysique des sols Corine Land Cover (CLC), est marquée par l'importance des forêts et milieux semi-naturels (47,8 % en 2018), une proportion sensiblement équivalente à celle de 1990 (47,6 %). La répartition détaillée en 2018 est la suivante : 
forêts (47,6 %), prairies (29,6 %), zones agricoles hétérogènes (17,9 %), zones urbanisées (4,7 %), milieux à végétation arbustive et/ou herbacée (0,2 %). L'évolution de l’occupation des sols de la commune et de ses infrastructures peut être observée sur les différentes représentations cartographiques du territoire : la carte de Cassini (XVIIIe siècle), la carte d'état-major (1820-1866) et les cartes ou photos aériennes de l'IGN pour la période actuelle (1950 à aujourd'hui).

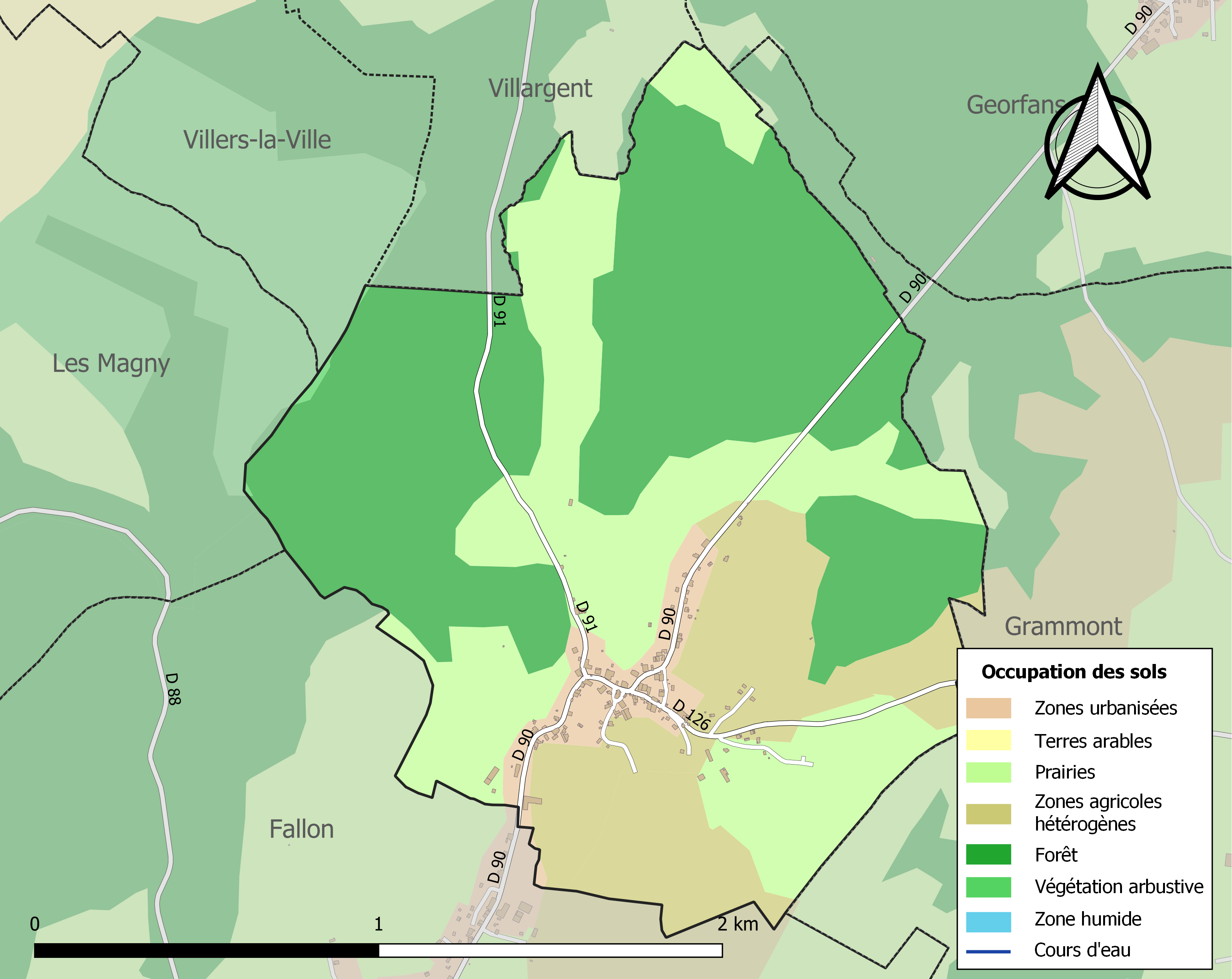
Carte des infrastructures et de l'occupation des sols de la commune en 2018 (CLC).

## Histoire

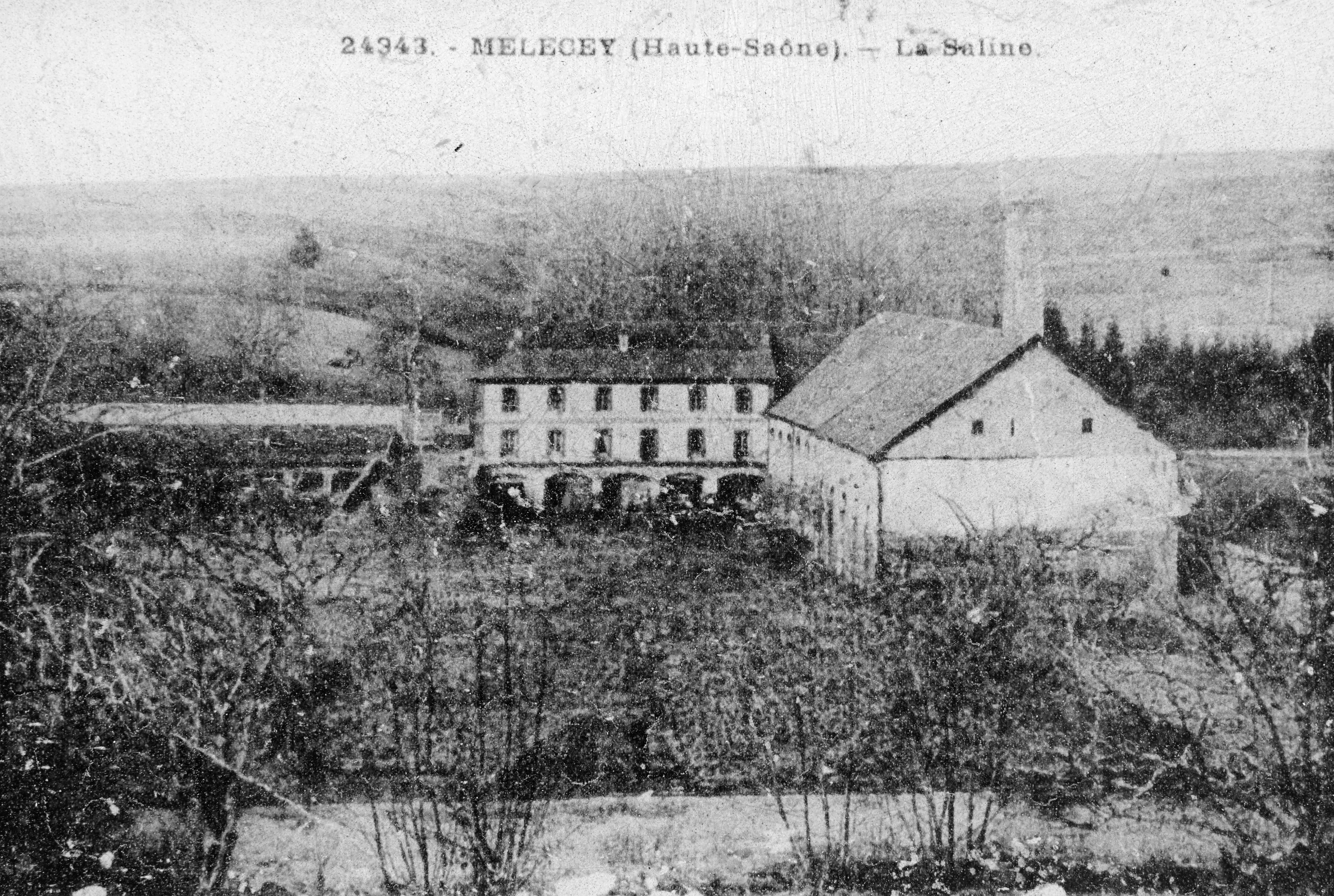
La saline au début du XXe siècle.

Mélecey dépendait de la seigneurie du prieuré de Marast.
Une saline exploite de la saumure sur le territoire du village pour en tirer l'halite.
Des mines de houille sont également exploitées sur la commune et aux alentours après l’accord d'une concession le 29 septembre 1843.

## Politique et administration

Carte départementale représentant en rouge la communauté de communes du Pays de Villersexel.

### Rattachements administratifs et électoraux
La commune fait partie de l'arrondissement de Vesoul du département de la Haute-Saône,  en région Bourgogne-Franche-Comté. Pour l'élection des députés, elle dépend de la deuxième circonscription de la Haute-Saône.
Elle fait partie depuis 1793 du canton de Villersexel. Dans le cadre du redécoupage cantonal de 2014 en France, le canton s'est agrandi, passant de 32 à 47.

### Intercommunalité
La commune est membre de la communauté de communes du Pays de Villersexel, créée en le 31 décembre 1999.

### Liste des maires

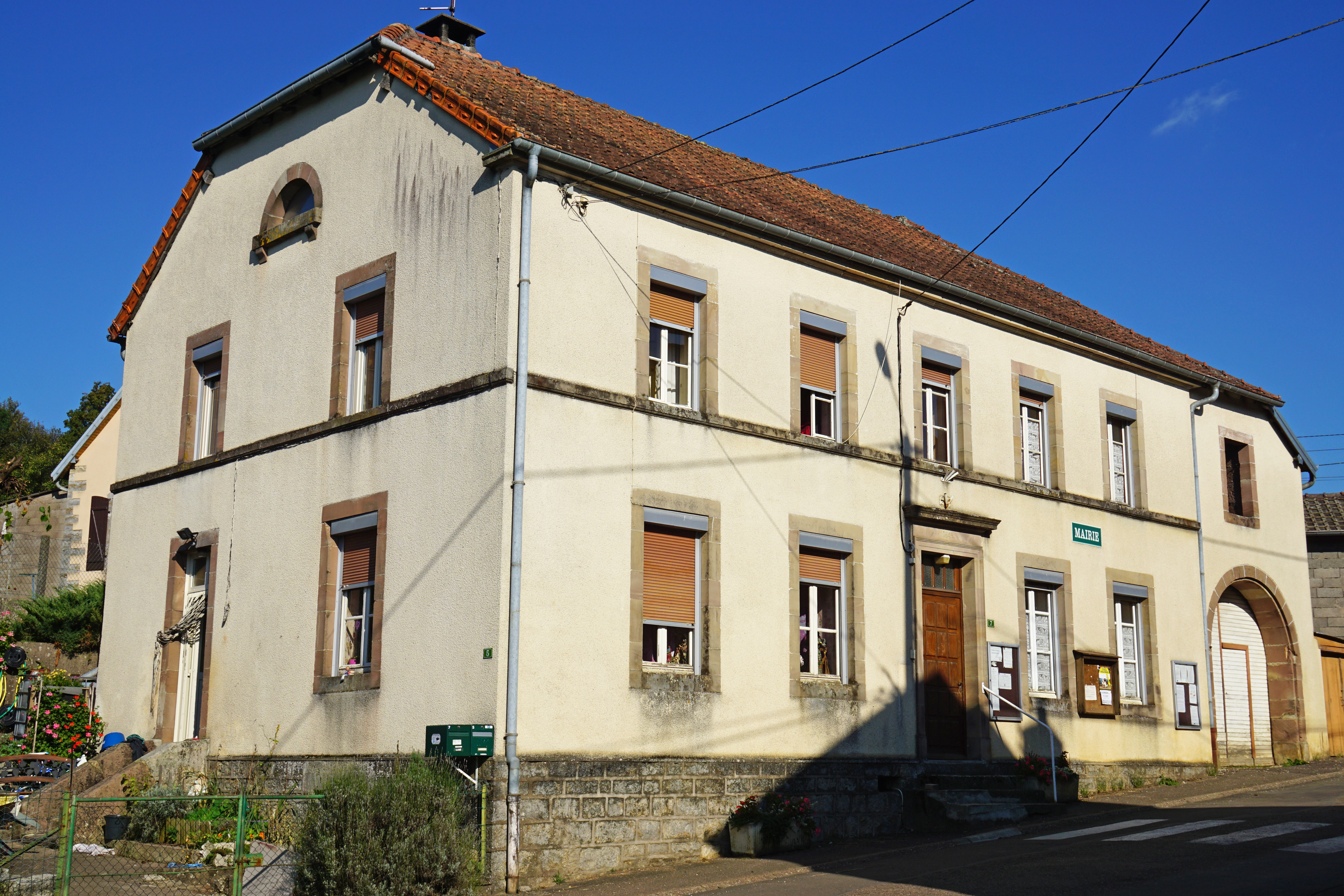
La mairie.

| Période                                  | Période                   | Identité          | Étiquette | Qualité                        |
| ---------------------------------------- | ------------------------- | ----------------- | --------- | ------------------------------ |
| Les données manquantes sont à compléter. |                           |                   |           |                                |
| avant 1995                               | mars 2014                 | Pierre Savarin    |           |                                |
| mars 2014                                | En cours (au 2 juin 2020) | Dominique Euvrard |           | Réélu pour le mandat 2020-2026 |

## Population et société

### Démographie
L'évolution du nombre d'habitants est connue à travers les recensements de la population effectués dans la commune depuis 1793. Pour les communes de moins de 10 000 habitants, une enquête de recensement portant sur toute la population est réalisée tous les cinq ans, les populations de référence des années intermédiaires étant quant à elles estimées par interpolation ou extrapolation. Pour la commune, le premier recensement exhaustif entrant dans le cadre du nouveau dispositif a été réalisé en 2008.

En 2022, la commune comptait 135 habitants, en évolution de −9,4 % par rapport à 2016 (Haute-Saône : −1,4 %, France hors Mayotte : +2,11 %).
| 1793 | 1800 | 1806 | 1821 | 1831 | 1836 | 1841 | 1846 | 1851 |
| ---- | ---- | ---- | ---- | ---- | ---- | ---- | ---- | ---- |
| 286  | 305  | 357  | 369  | 437  | 405  | 416  | 407  | 460  |

| 1856 | 1861 | 1866 | 1872 | 1876 | 1881 | 1886 | 1891 | 1896 |
| ---- | ---- | ---- | ---- | ---- | ---- | ---- | ---- | ---- |
| 438  | 436  | 390  | 361  | 335  | 315  | 316  | 255  | 257  |

| 1901 | 1906 | 1911 | 1921 | 1926 | 1931 | 1936 | 1946 | 1954 |
| ---- | ---- | ---- | ---- | ---- | ---- | ---- | ---- | ---- |
| 246  | 236  | 215  | 191  | 184  | 153  | 137  | 113  | 142  |

| 1962 | 1968 | 1975 | 1982 | 1990 | 1999 | 2006 | 2008 | 2013 |
| ---- | ---- | ---- | ---- | ---- | ---- | ---- | ---- | ---- |
| 186  | 165  | 188  | 153  | 189  | 199  | 179  | 173  | 154  |

| 2018 | 2022 | - | - | - | - | - | - | - |
| ---- | ---- | - | - | - | - | - | - | - |
| 139  | 135  | - | - | - | - | - | - | - |

### Manifestations culturelles et festivités
L'association Mel'Vil, commune aux deux villages de Mélecey et Villargent, organise des manifestations diverses : repas, marches, sorties...

## Lieux et monuments
L'église actuelle située au centre du village date du XVIIe siècle. Construite avec une partie des pierres de l'église d'origine, elle abrite un beau mobilier du XVIIIe siècle.

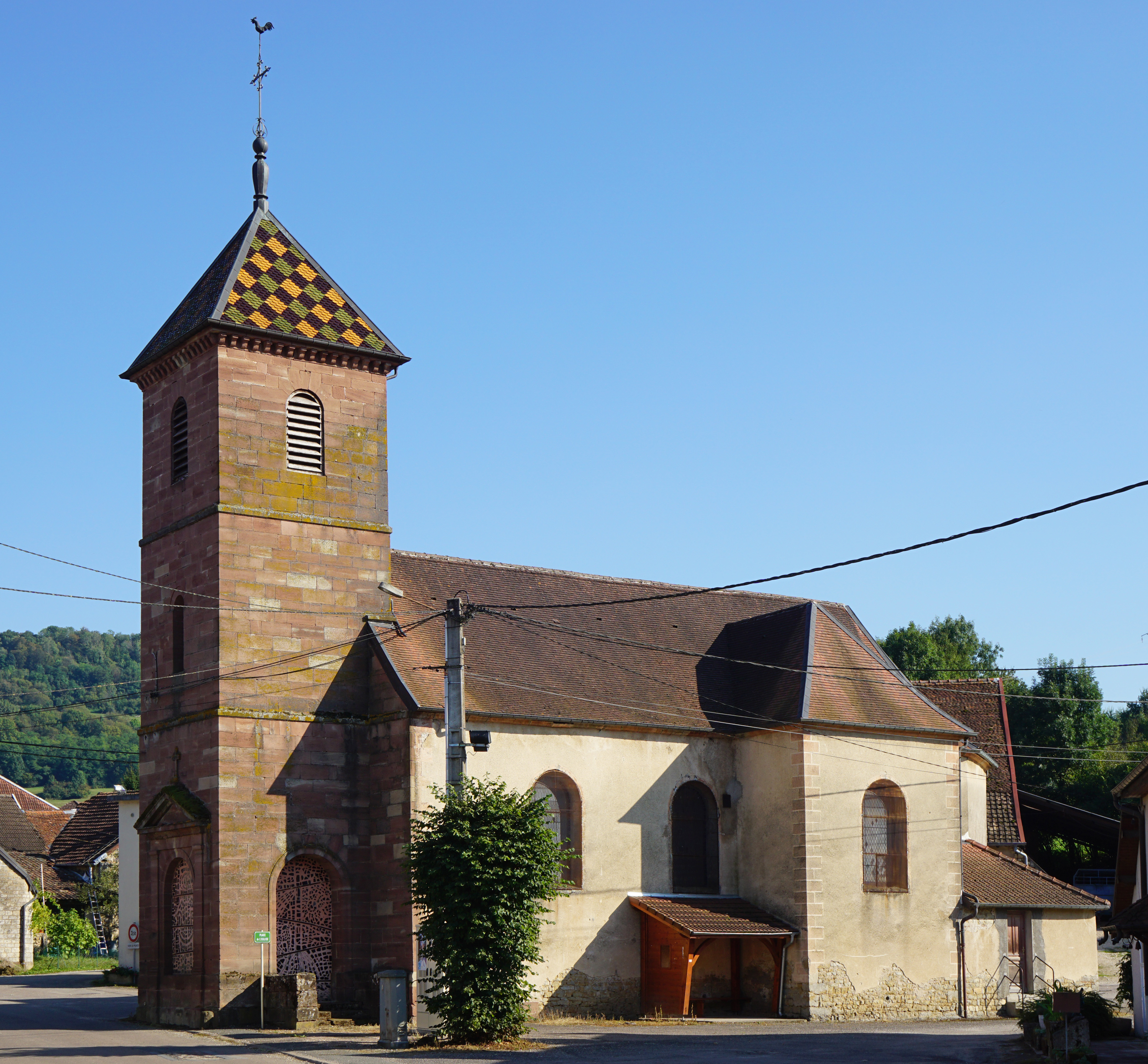
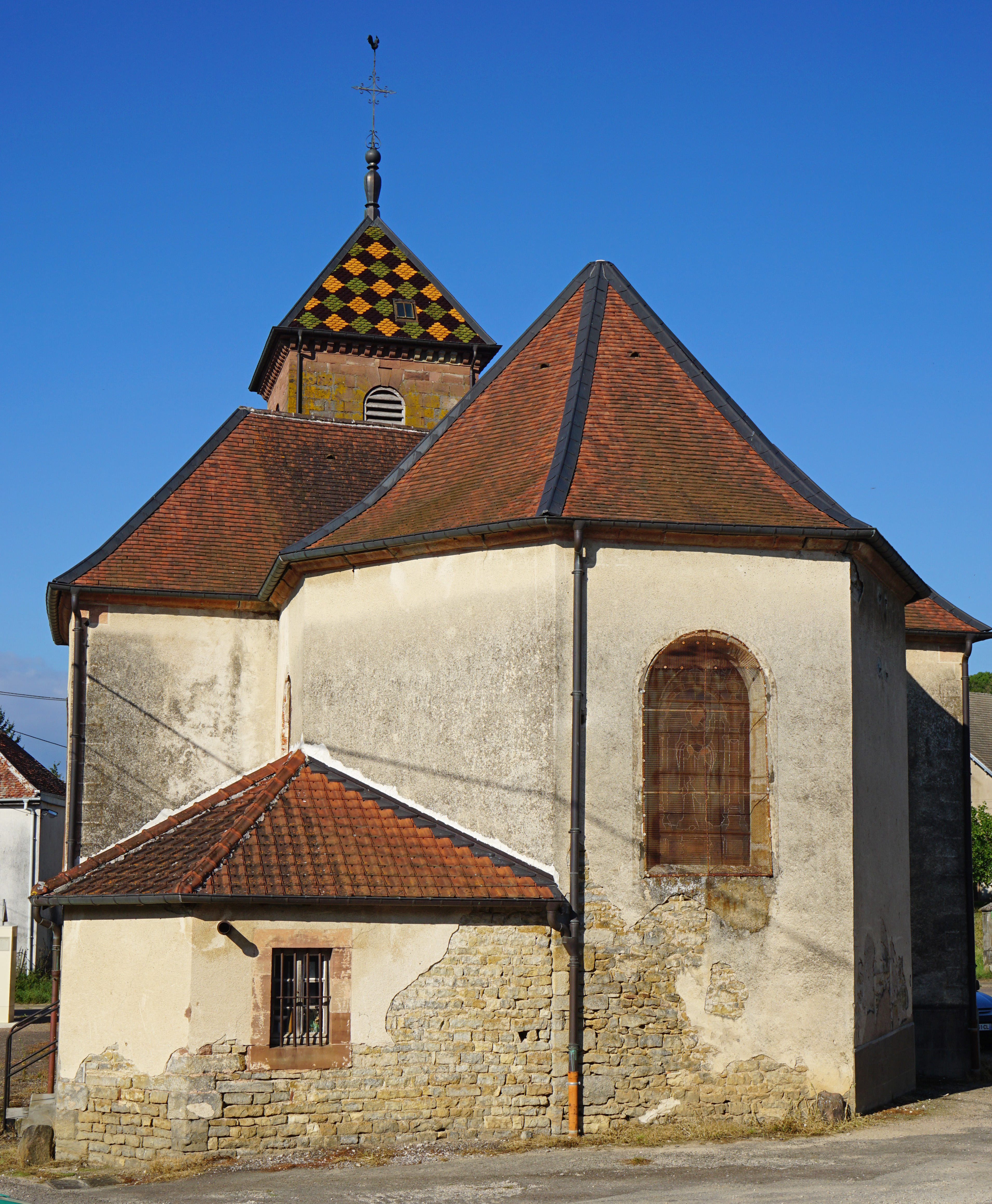
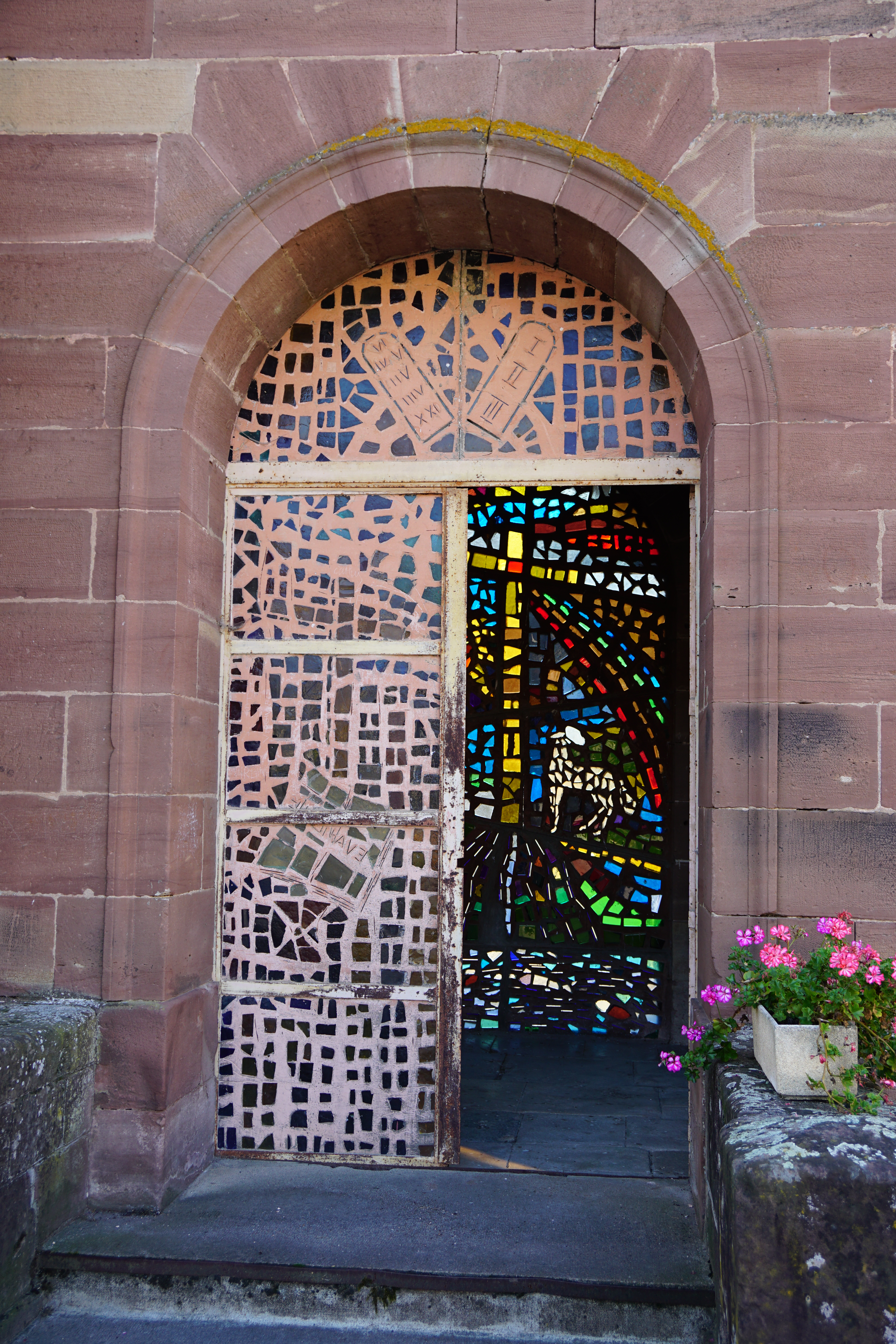
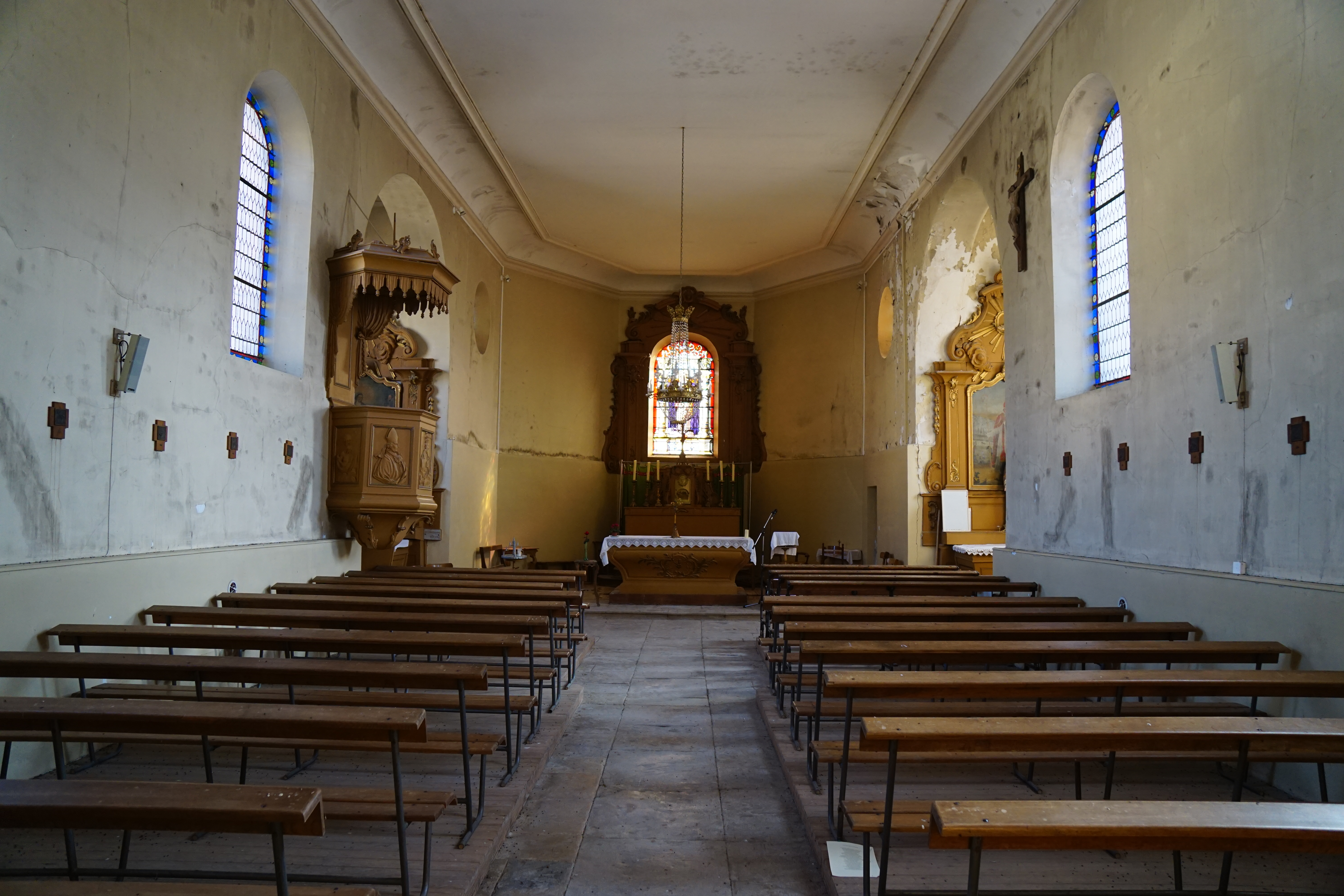
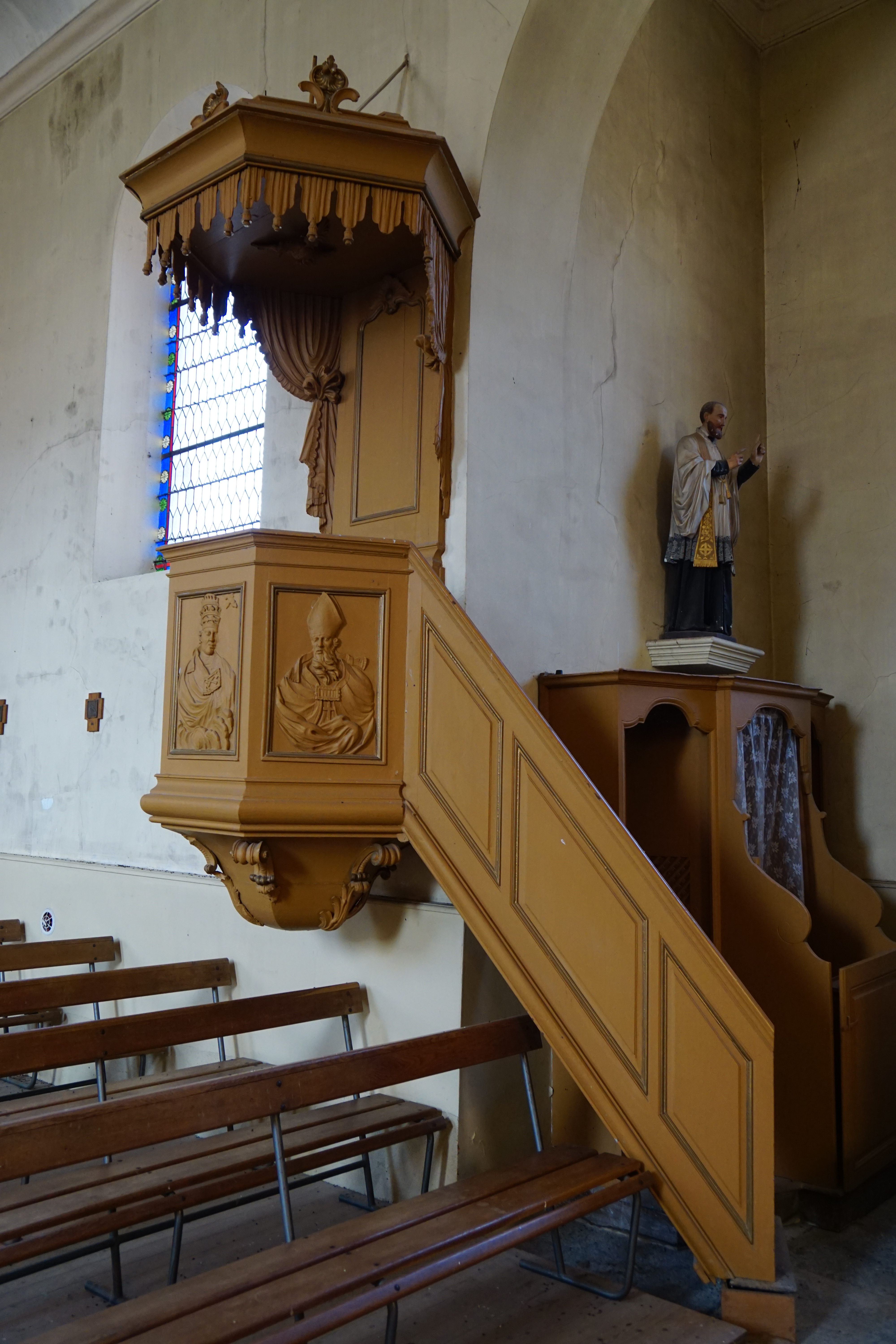

Le bâtiment de l'ancienne saline et sa cheminée. Utilisé comme cadre d'un spectacle « son et lumière ». Des vestiges de l'exploitation houillère dont les terrils du lieu-dit le Buisson des Craies.

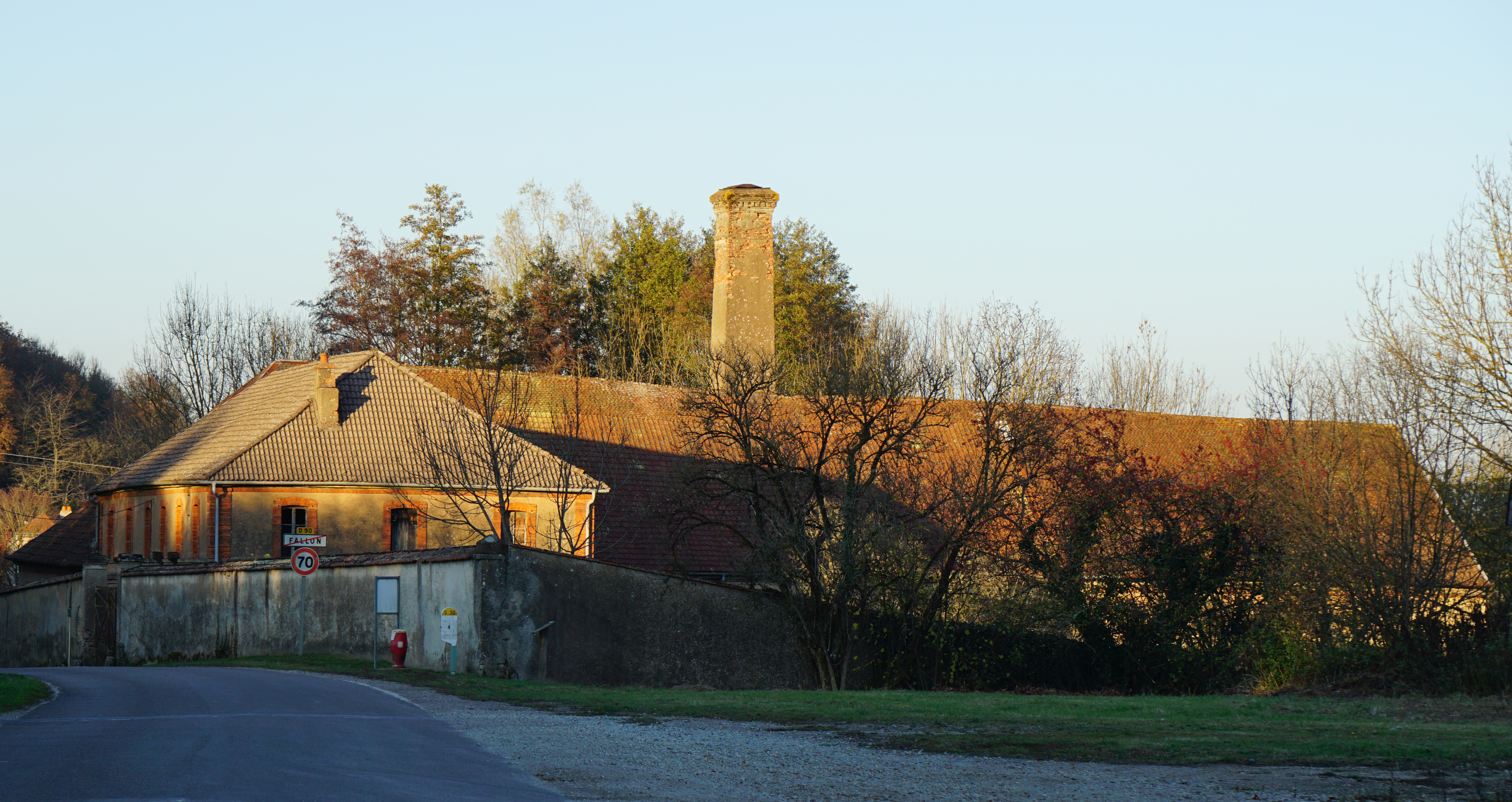
Les bâtiments et la cheminée de la saline de Mélecey.
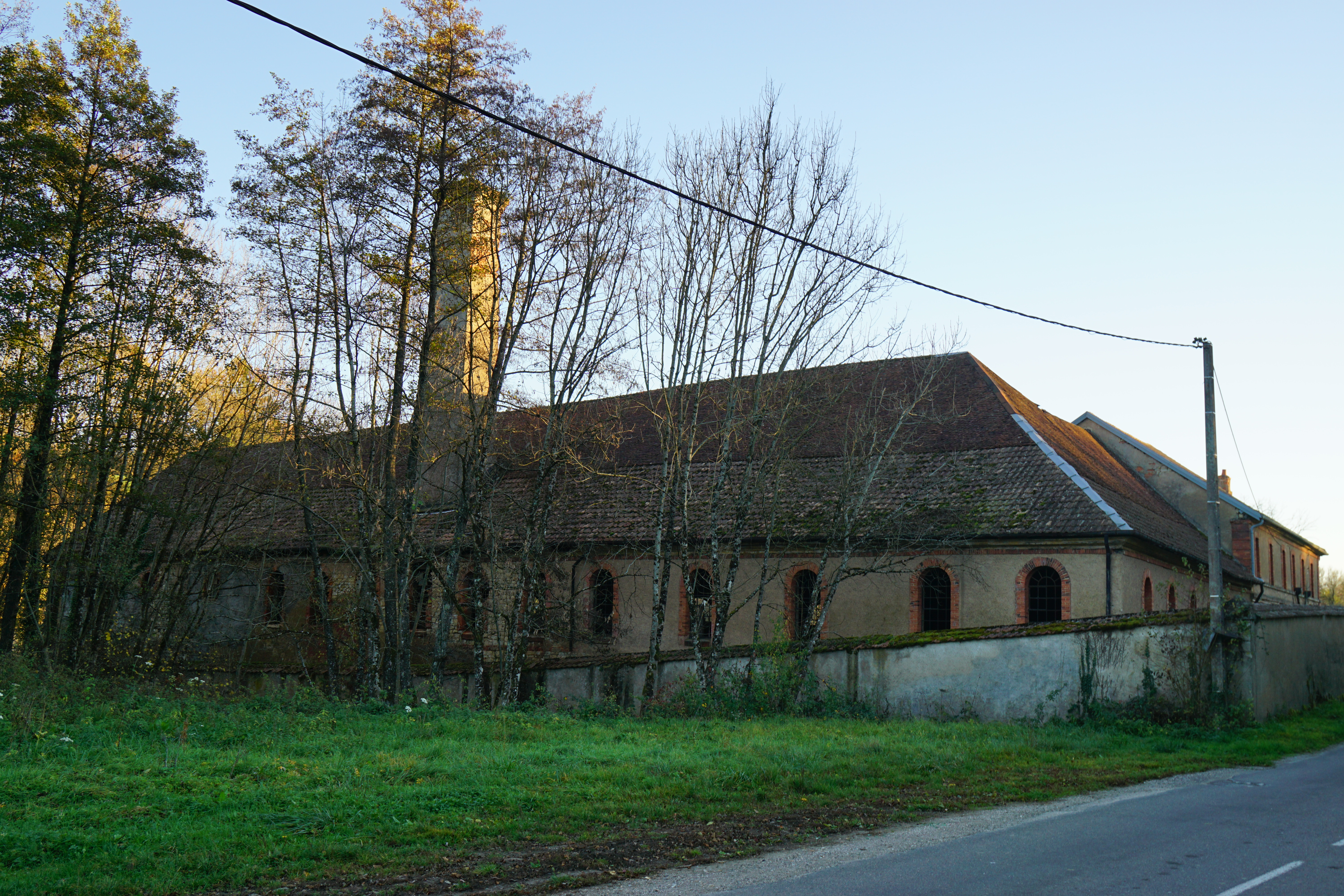
Les mêmes bâtiments vus de l'autre côté.
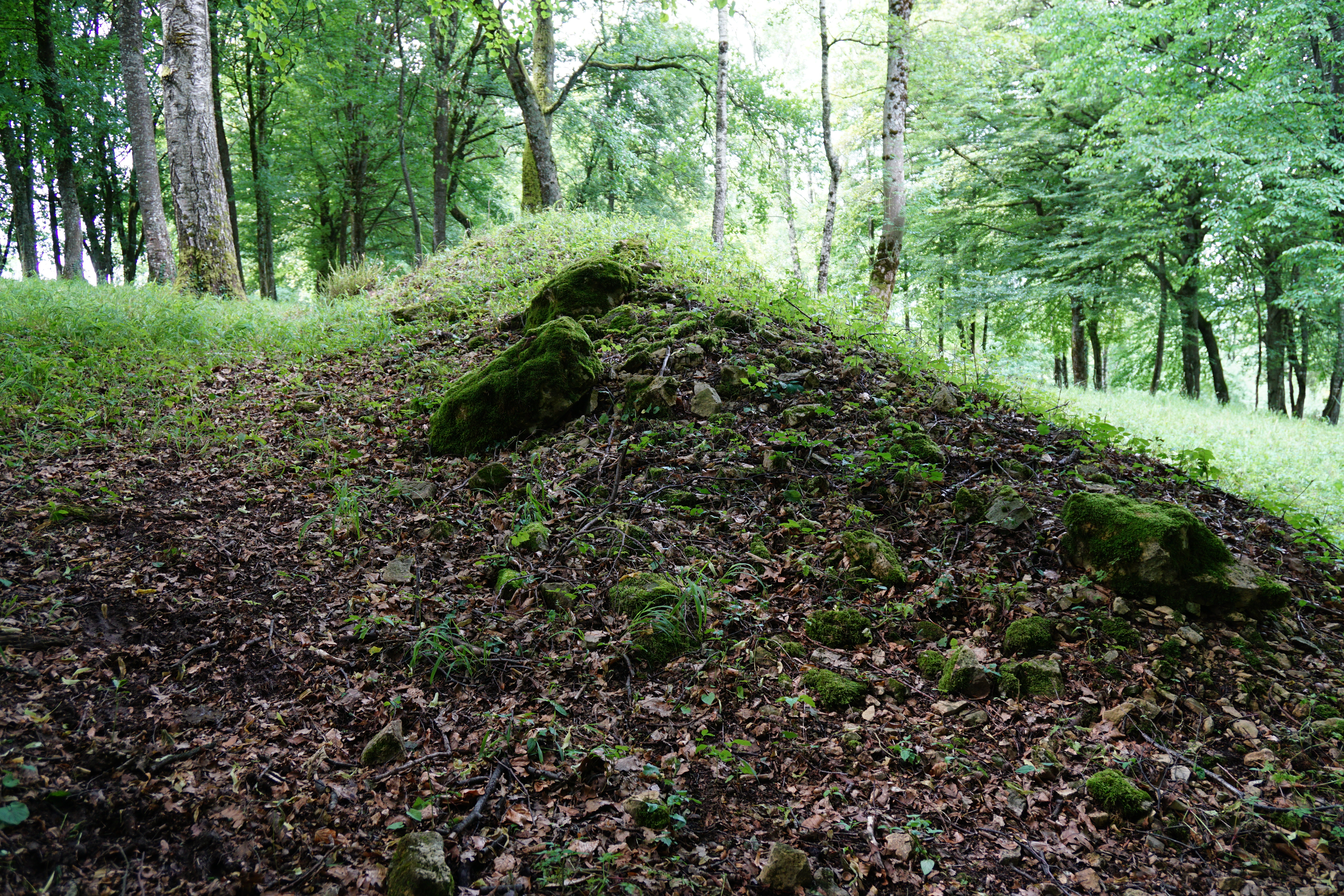
Un petit terril.

Sur la place de l'église se trouve un lavoir rénové et en eau et l'ancien cimetière dominant le village.
L'ancien cimetière sur les hauteurs du village et ses croix en fonte moulée et fer forgé.
Des vestiges d'une voie romaine existent dans les bois de Chenot.

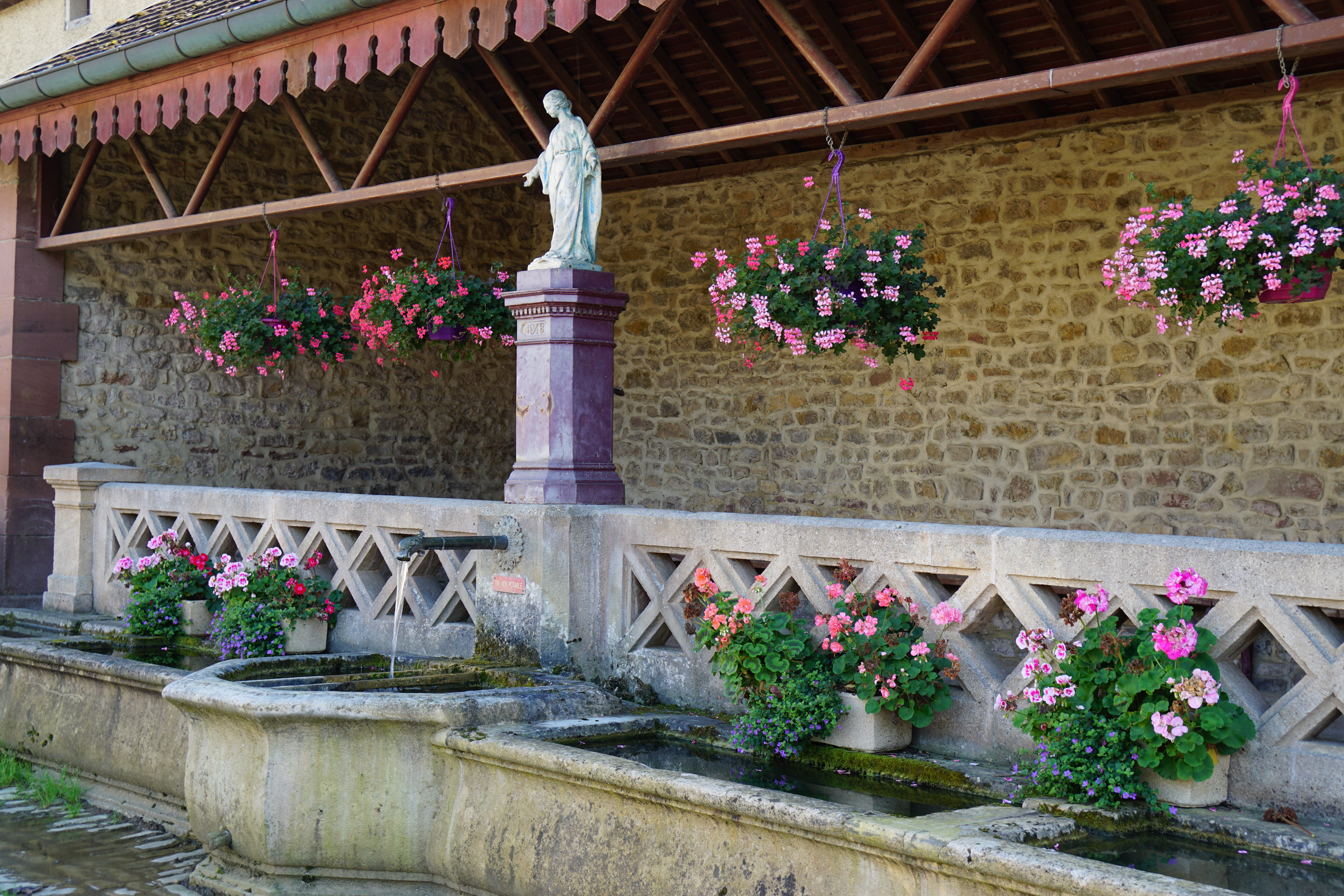
Fontaine-lavoir.
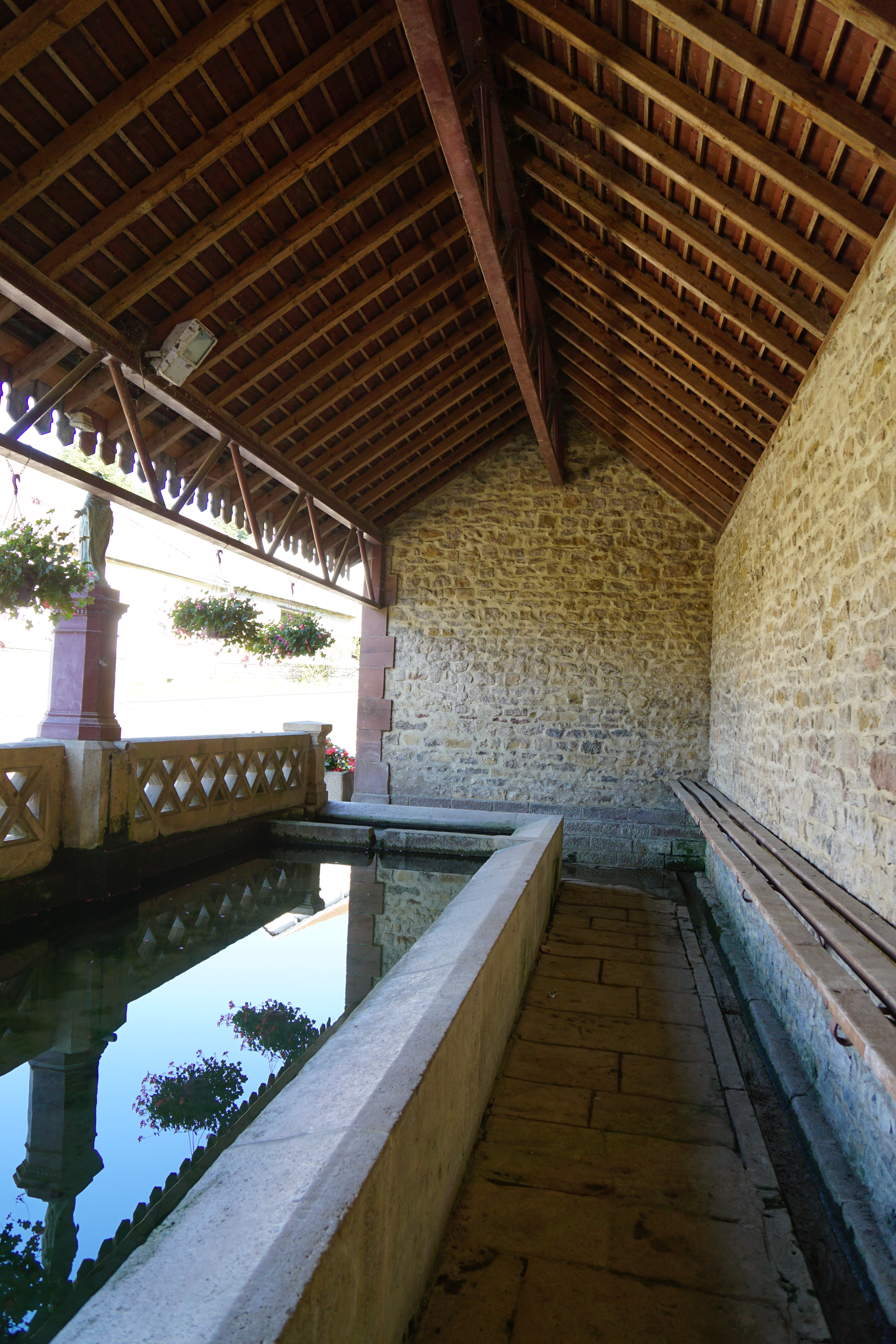
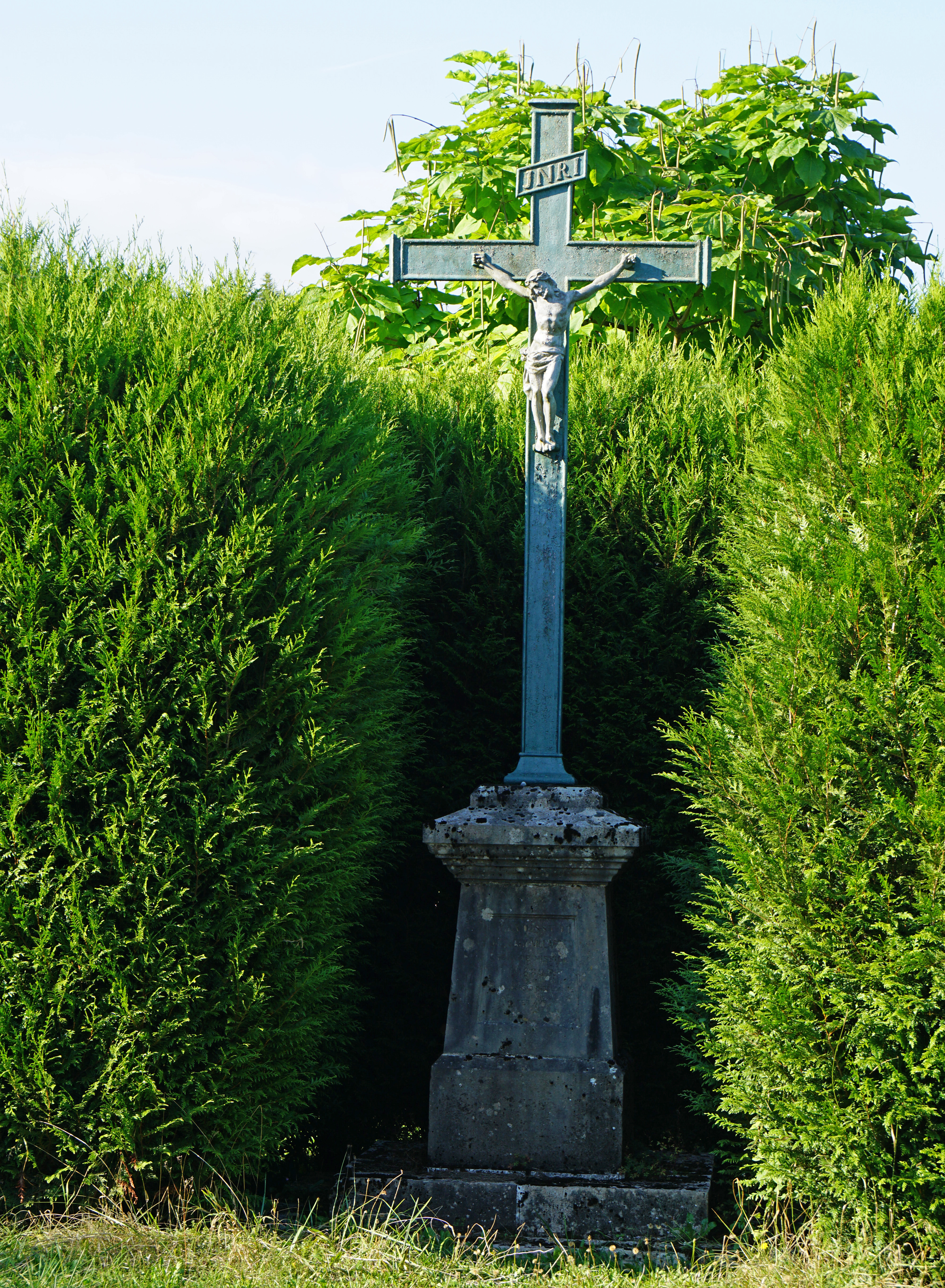
Calvaire
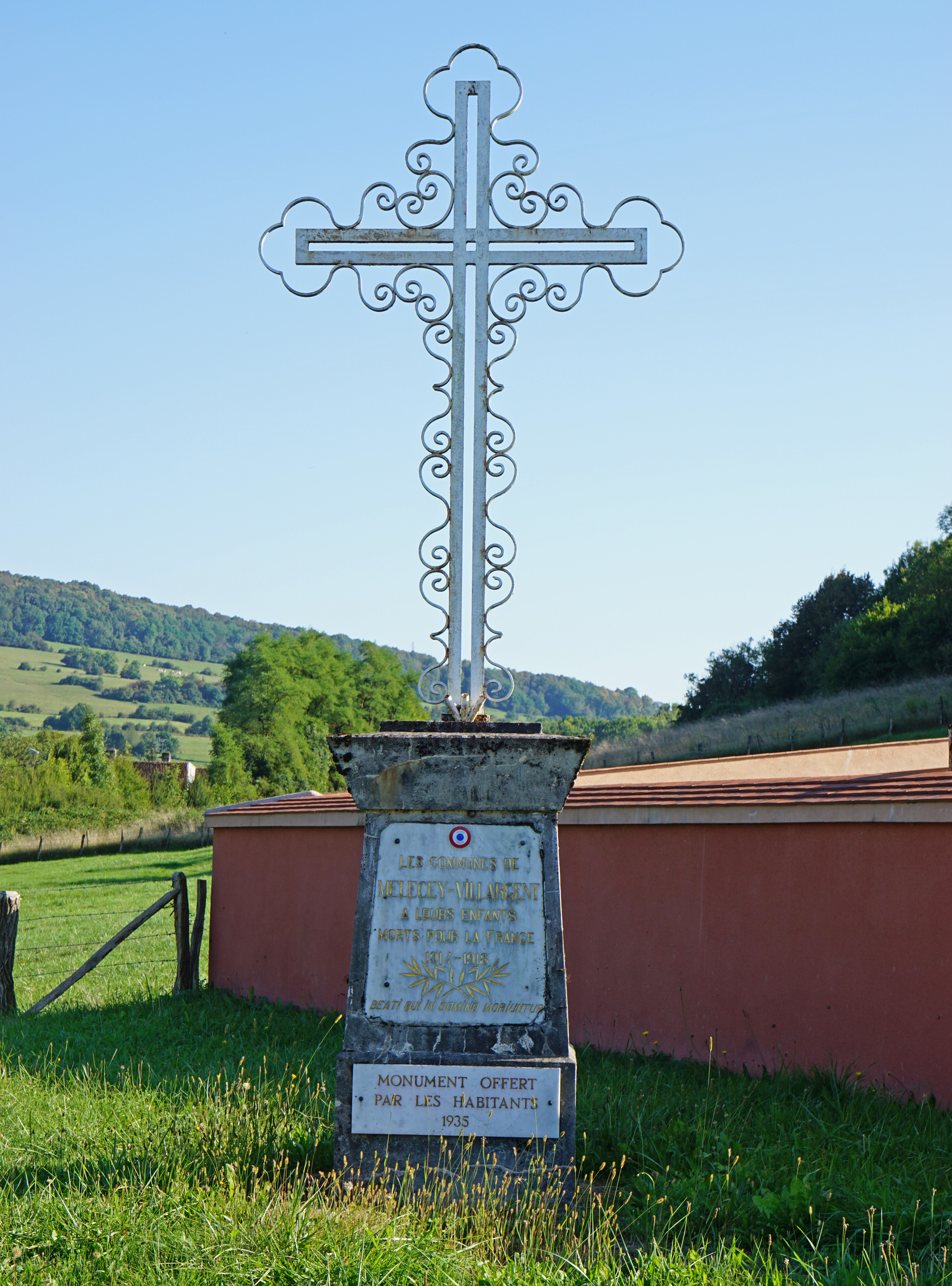
Monument aux morts.
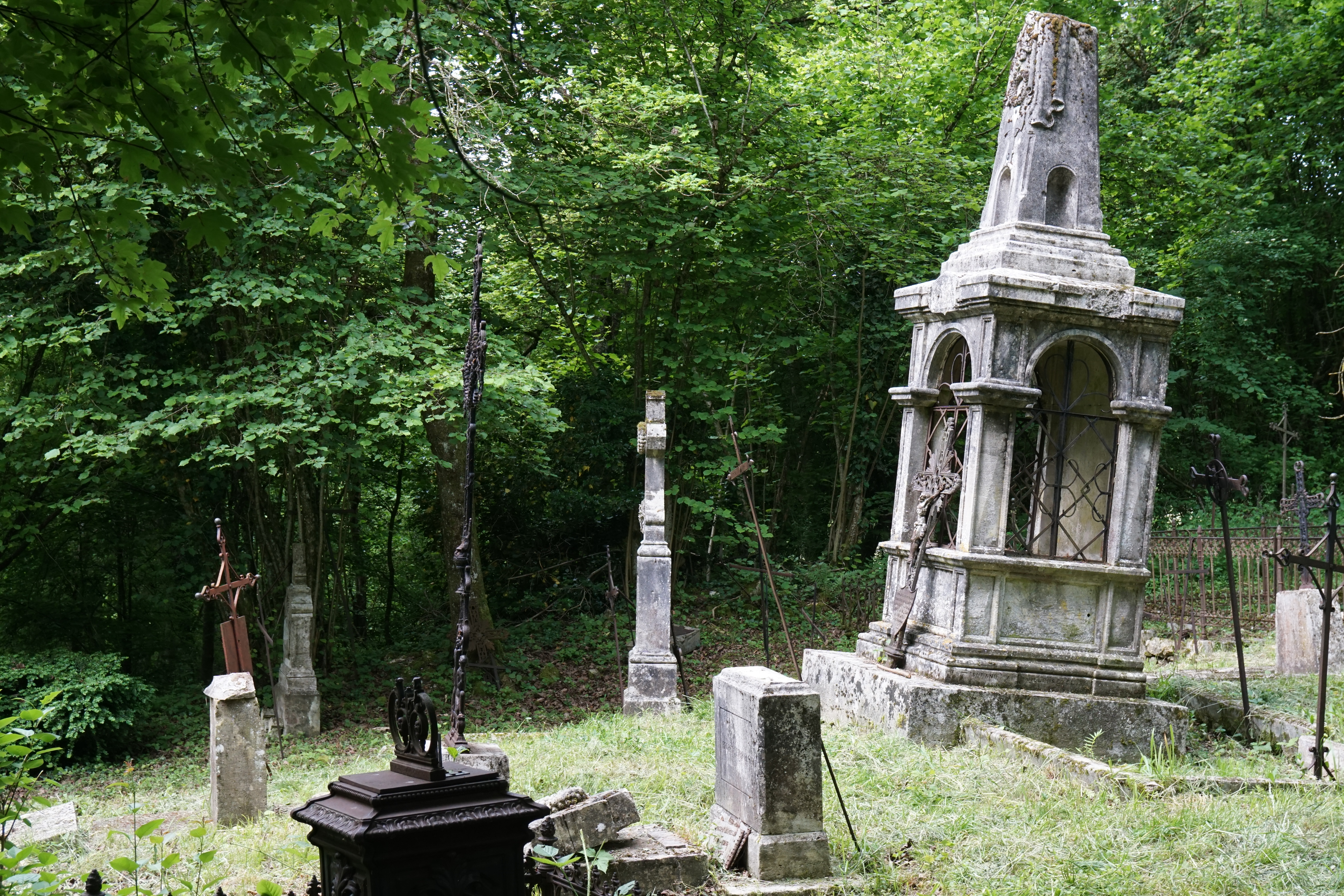
L'ancien cimetière.